# Wahlkreis Sarganserland
Der Wahlkreis Sarganserland ist eine Verwaltungseinheit des Schweizer Kantons St. Gallen, die nach der neuen St. Galler Kantonsverfassung von 2001 ab 1. Januar 2003 gebildet wurde.

## Geografie
Der Wahlkreis ist identisch mit dem früheren Bezirk Sargans. Er erstreckt sich über den südlichsten Teil des Kantons St. Gallen. Daneben spricht man auch vom St. Galler Oberland, was jedoch als abwertend empfunden werden kann, da der Name an ungeliebte Untertanenverhältnisse (vor der Gründung des Kantons St. Gallen 1803) anknüpft.

## Politik und Wirtschaft

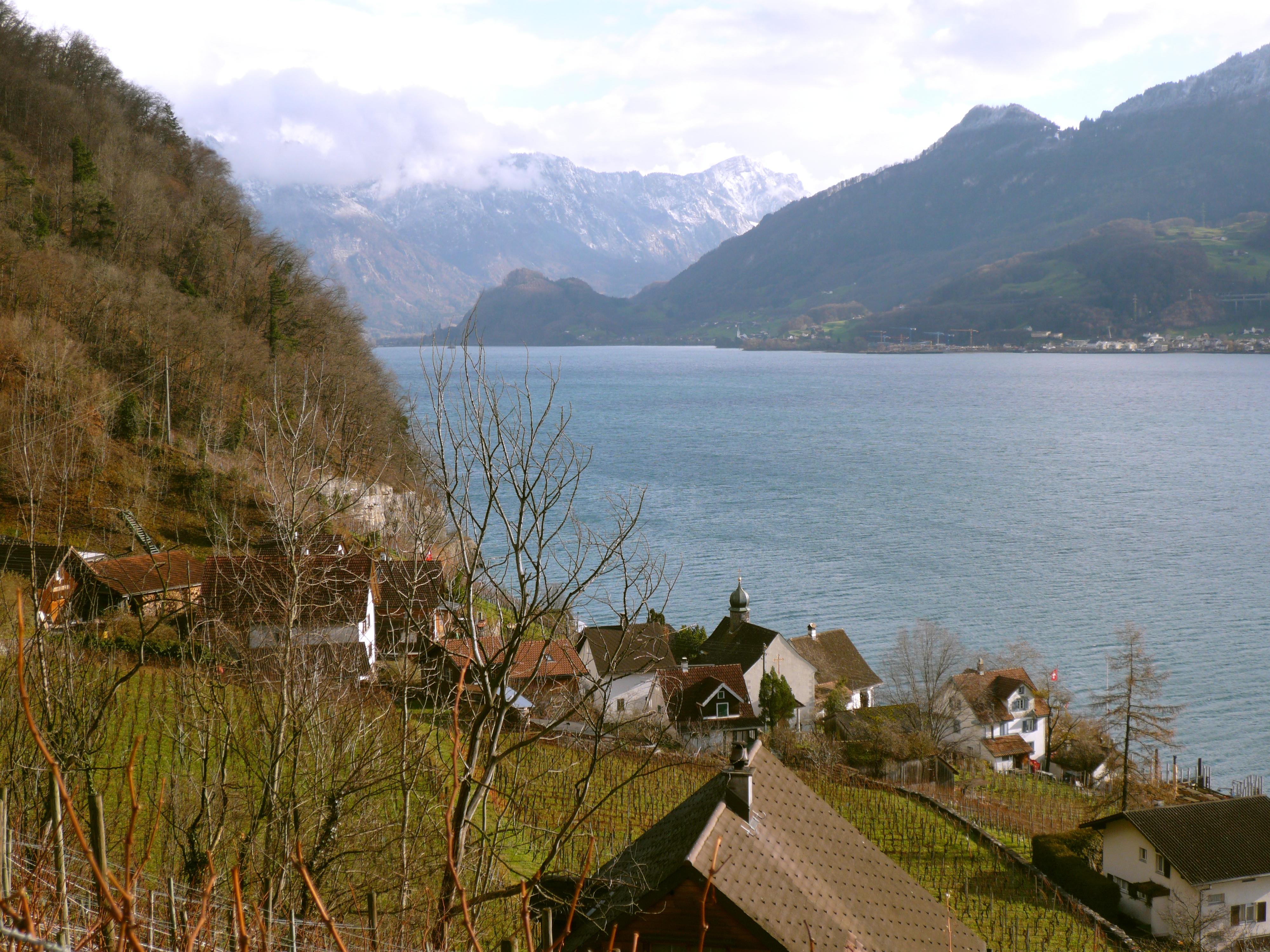
Quinten am Ufer des Walensees. Dank des Föhns ist es hier oft so warm wie auf der Alpensüdseite.

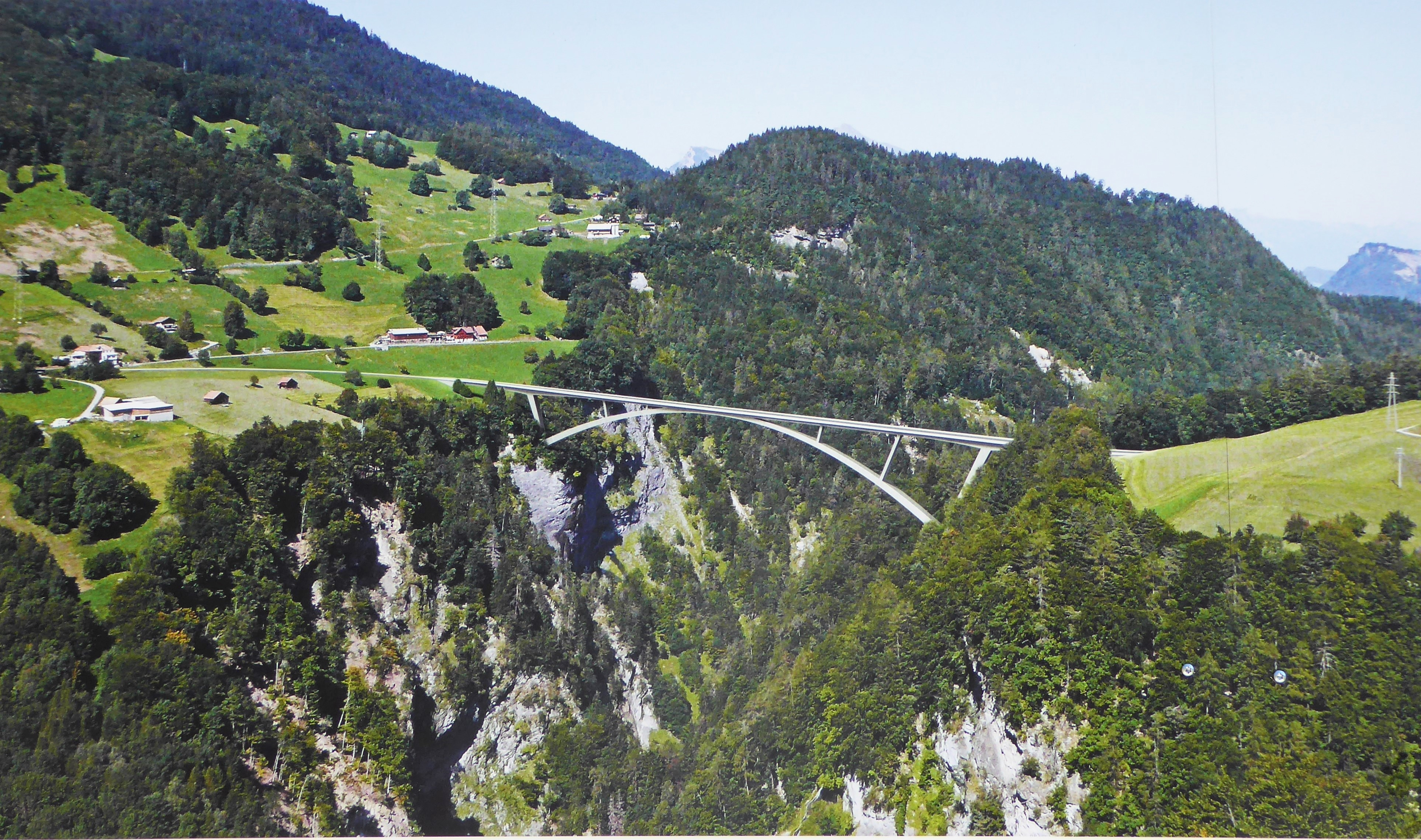
Die Taminabrücke verbindet seit Sommer 2017 Pfäfers und Valens. Die früheren Skeptiker auf den beiden Talseiten haben sich mit dem Bauwerk versöhnt.

Der Talboden zwischen Mels und Bad Ragaz ist bei Pendlern eine gefragte Wohnlage und die Bodenpreise sind kräftig gestiegen. Viele arbeiten in Zürich, andere im Werdenberg oder im Fürstentum Liechtenstein.
Die Autobahn A3 und die Intercity-Züge der SBB sorgen für eine gute Anbindung an die Wirtschaftsmetropole der Schweiz.
Grösster Arbeitgeber im Wahlkreis selbst ist die Gesundheitsbranche mit der Psychiatrischen Klinik Pfäfers, den Rehakliniken Valens und Walenstadtberg und dem Spital Walenstadt. Gegen die angedrohte Schliessung des Spitals Walenstadt kämpft die Region energisch und emotional wie früher für den Bau der Kantonsschule Sargans und den Erhalt der Armeeeinrichtungen in Plons. Um die seit 2012 am Calanda lebenden Wölfe ist es hingegen ruhig geworden.
Das Sarganserland erstreckt sich über mehr als 30 km im Seez- und Rheintal; das geografische, wirtschaftliche, verwaltungs- und bildungsmässige Zentrum bildet Sargans als Sitz vieler regionaler Institutionen. Sargans hat seit dem 13. Jahrhundert als Städtchen grosse historische Bedeutung. Mels ist heute bevölkerungsstärker und Standort eines grossen Einkaufszentrums. Für Internationalität sorgt das Grand Resort Bad Ragaz in Bad Ragaz und touristisch ist das Wintersportgebiet Flumserberg von Bedeutung.
| Sitze im Kantonsrat (2024–2028)                                    |
| Insgesamt 10 Sitze - Grüne: 1 - SP: 1 - Mitte: 3 - FDP: 1 - SVP: 4 |

| Wahljahr                 | 2004 | 2008 | 2012 | 2016 | 2020 | 2024 |
| Grüne                    |      |      |      |      |      | 1    |
| SP                       | 3    | 1    | 1    | 1    | 1    | 1    |
| GLP                      |      |      | 1    | 1    |      |      |
| Die Mitte (bis 2020 CVP) | 5    | 3    | 3    | 2    | 3    | 3    |
| FDP                      | 2    | 1    | 1    | 2    | 2    | 1    |
| SVP                      | 4    | 4    | 3    | 4    | 4    | 4    |
| insgesamt                | 14   | 9    | 9    | 10   | 10   | 10   |

Das Sarganserland gilt als bodenständig und konservativ.
Zwischen 2004 und 2016 hat sich der Stimmenanteil der Christdemokraten (CVP) im Wahlkreis Sarganserland nahezu halbiert. Bis 2016 ist der Anteil der FDP leicht gestiegen und hat sich der CVP fast angenähert. Die SVP schwankt seit 2004 bei etwa einem Drittel der Stimmen.
Die Sozialdemokraten (SP) verharren seit 2008 bei rund 15 Prozent. Die Grünen gewannen 2024 erstmals einen Sitz dank einer gemeinsamen Liste mit den Grünliberalen.

## Politische Gliederung
Der Wahlkreis Sarganserland umfasst folgende Gemeinden:
| Wappen        | Name der Gemeinde | Einwohner (31. Dezember 2023) | Fläche in km² | Einw. pro km² |
| ------------- | ----------------- | ----------------------------- | ------------- | ------------- |
| Bad Ragaz     | Bad Ragaz         | 6835                          | 25,40         | 269           |
| Flums         | Flums             | 5347                          | 75,15         | 71            |
| Mels          | Mels              | 9538                          | 139,10        | 69            |
| Pfäfers       | Pfäfers           | 1601                          | 128,46        | 12            |
| Quarten       | Quarten           | 3085                          | 61,77         | 50            |
| Sargans       | Sargans           | 6522                          | 9,46          | 689           |
| Vilters-Wangs | Vilters-Wangs     | 5057                          | 32,72         | 155           |
| Walenstadt    | Walenstadt        | 5852                          | 45,72         | 128           |
| Total (8)     | Total (8)         | 43'837                        | 517,78        | 85            |

## Geschichte
Das Sarganserland oder St. Galler Oberland war von 1460 bis 1798 eine Gemeine Herrschaft in der Alten Eidgenossenschaft und von 1803 bis 2002 der südlichste Bezirk des Kantons St. Gallen. Seit 2003 bildet die Region einen Wahlkreis, der die Gemeinden Sargans, Vilters-Wangs, Bad Ragaz, Pfäfers, Mels, Flums, Walenstadt und Quarten umfasst.

### Grafschaft Sargans und Alte Eidgenossenschaft

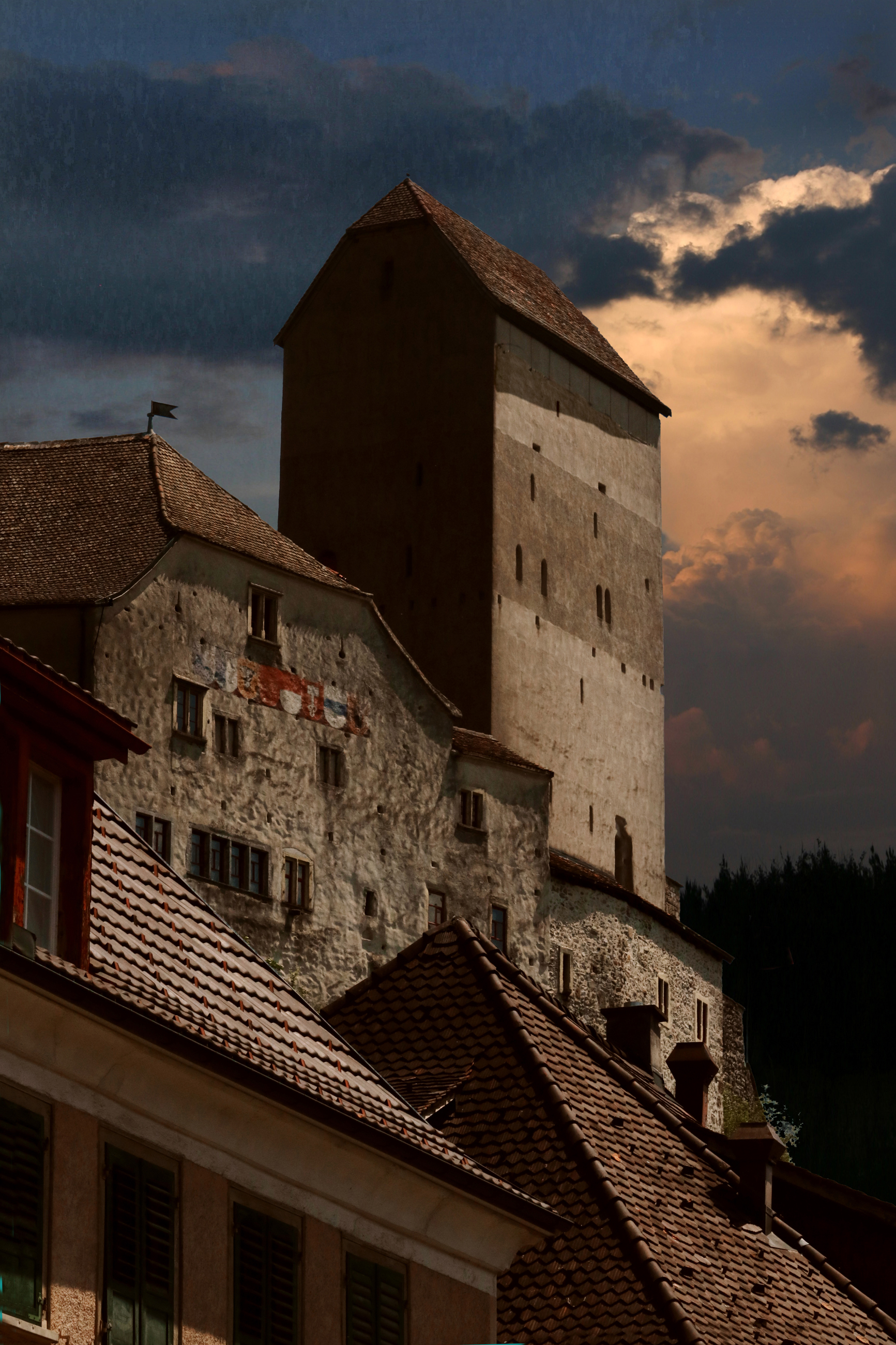
Im Schloss Sargans herrschten die Landvögte der Eidgenossen.

Das Sarganserland ist eine historisch gewachsene Kulturregion mit eigener Identität. Bestimmend dafür war die Zugehörigkeit zur ehemaligen Grafschaft Sargans (13.–15. Jahrhundert) bzw. zur eidgenössischen Landvogtei Sargans als Gemeiner Herrschaft der Eidgenossenschaft (15.–18. Jahrhundert).

### Teil des Kantons St. Gallen
Bereits zu Beginn der Helvetik zerschlugen sich die Pläne für einen eigenen Kanton. 1803 wurde das Sarganserland zum neu gegründeten Kanton St. Gallen geschlagen. Das Sarganserland ist bis heute eine eigenständige und politisch und kulturell starke Kantonsregion. Das Kloster Pfäfers war bis zu seiner Aufhebung im Jahr 1838 kirchlich-religiöses und kulturelles Zentrum. Seit 1847 gehört das Sarganserland zum neu gegründeten Bistum St. Gallen.
Dank den ausgedehnten Alpflächen waren bis weit ins 19. Jahrhundert Viehzucht und -handel Haupterwerbszweig der Bevölkerung. Mit dem Aufkommen der Eisenbahn – 1858 wurde die Bahnstrecke Chur–St. Margrethen, 1859 die Strecke Ziegelbrücke–Sargans eröffnet – verloren Fuhrwesen und die Walenseeschifffahrt an Bedeutung. Das Sarganserland war eine wichtige Bergbauregion: Bis 1966 wurde am Gonzen Eisenerz gefördert. In der Mitte des 19. Jahrhunderts gewann die Textilindustrie an Bedeutung. Trotzdem wies das Sarganserland eine überdurchschnittliche Auswanderung auf. Ab 1870 brachte der Badebetrieb in Bad Ragaz einen touristischen Aufschwung.
Während des Zweiten Weltkriegs errichtete die Armee das Festungsgebiet Sargans. 1954 wurde die Sarganserländische Talgemeinschaft gegründet, um die Interessen der Region zu wahren. Dank ihrer Unterstützung konnte 1963 die Kantonsschule Sargans eröffnet werden. Mit den Autobahnen A3 und A13 konnten die Verkehrsverbindungen nach Zürich und in die Kantonshauptstadt St. Gallen verbessert werden. 1971 bis 1978 wurde das Speicherwerk der Kraftwerke Sarganserland erbaut.

## Medien
Im Sarganserland gibt es das Printmedium Sarganserländer sowie das aus Radio Ri hervorgegangene Radio FM1.